# Tasmatica
Tasmatica, tên tiếng Anh: necklace shell, là một chi ốc biển, là động vật thân mềm chân bụng sống ở biển trong họ Naticidae.

## Các loài
- Tasmatica modestina Ludbrook, 1958[1]
- Tasmatica schoutanica (tháng 5 năm 1912)[2] - đồng nghĩa: Notocochlis schoutanica diatheca Iredale, 1936
- Tasmatica sticta (Verco, 1909)[3]